# Svein Knutsson
Svein Knutsson (nórdico antiguo: Sveinn Knútsson, c. 1016–1035), era hijo del rey Canuto el Grande, rey de Dinamarca, Noruega e Inglaterra y de su primera esposa Ælfgifu de Northampton, una mujer de casta noble del reino de Mercia. En 1017 Canuto volvió a casar con Emma de Normandía, pero no existe evidencia que Ælfgifu fuese repudiada. En 1030 Canuto envió a un adolescente Sveinn y su madre como regente de Noruega, ayudada por Harald Thorkildsson y el obispo Sigurd. No obstante su reinado fue considerado como opresor por los noruegos y los daneses fueron expulsados 1034, debido principalmente a la imposición de nuevos impuestos y leyes recias que le hicieron impopular.

## Apelativos
Svein Knutsson también se le conoce como Sveinn Alfívuson, apodado óforsynjukonungr («un rey que no nació como tal» o «rey inesperado»). En noruego: Svein Knutsson, y en danés: Svend Knudsen, ambas variantes ortográficas inexistentes en la Era vikinga. Existen otras variantes como Sweyn, que procede de los anglosajones.

## Biografía
En 1029 Håkon Eiriksson, rey vasallo de Canuto y gobernador de Noruega, murió en un naufragio y Olaf Haraldsson, quien había sido depuesto como rey de Noruega por Canuto, intentó recuperar el trono, pero murió en la decisiva batalla de Stiklestad. Canuto envió a Svein y a su madre Ælfgifu a Noruega, siendo Ælfgifu regente del adolescente rey de 14 años. Esta decisión fue una decepción para los aliados noruegos de Canuto que deseaban ocupar el espacio de los jarls de Lade, como fue el caso de Einar Tambarskjelve y Kalv Arnesson quienes estaban especialmente disgustados por las promesas incumplidas de Canuto. 
La política de los daneses en Noruega cambió: hubo una implicación directa de la corona en algunos asuntos y restricciones en muchas áreas, lo que creó un sentimiento de resistencia popular contra el nuevo régimen que se parecía mucho al que anteriormente el rey Olaf II de Noruega había impuesto y provocaban resentimiento.
Snorri Sturluson escribe:
El rey Svein trajo nuevas leyes en muchos asuntos. Se basaban en un modelo de ley danesa pero algunas mucho más estrictas. No había hombre que pudiera abandonar el reino sin previa autorización del rey; si lo hacía sus propiedades pasaban a engrosar el patrimonio del rey. Una persona que cometía asesinato perdía el derecho sobre su tierra y sus propiedades. Si un proscrito tenía herencia, automáticamente el rey lo confiscaba para él. En Navidad, cada granjero debía ceder una medida (entre 15 y 20 litros) de malta y el muslo de una res de tres años de edad, este impuesto se llamaba «vinjartodde» (impuesto sobre la tierra, en nórdico antiguo), y también un cubo de mantequilla.
Según Heimskringla, la batalla de Soknasund (Slaget i Soknasund) tuvo lugar hacia 1033 en Ryfylke. Tryggve el Pretendiente llegó con un ejército desde Inglaterra, reivindicando su derecho a la corona como descendiente de Olaf Tryggvason. Cuando la invasión fue inminente, buscaron la alianza con los terratenientes de Halogaland y Trondheim para unirse al ejército real y oponerse a Tryggve. Sven y su ejército se dirigieron a Agder, creyendo que Tryggve intentaría adentrarse por Skagerrak para unirse con sus aliados en Viken. Tryggve, no obstante, apareció en Hordaland, navegando hacia Rogaland para atacar a la flota de Svein. Ambas fuerzas se encontraron en la isla de Bokn, donde pocos años atrás Erling Skjalgsson había sido derrotado y muerto. Svein ganó la batalla y Tryggve murió en ella. Una cita conservada en Morkinskinna relata que Tryggve murió en manos de un granjero tras la batalla.
Más tarde, en el invierno, Kalv Arnesson y Einar Tambarskjelve viajaron hasta Gardariki para tentar a Magnus I de Noruega y reclamar el trono, consiguiendo que el pueblo noruego apoyara a Magnus frente a los daneses. Svein escapó a Dinamarca y murió poco después. El rey de Dinamarca tuvo que abandonar sus pretensiones sobre el trono de Noruega.